# 1943

## Esdeveniments
Països Catalans
- 8 de gener, la pel·lícula Rebecca, de Hitchcock, s'estrena al cinema Coliseum de Barcelona.[1]
- 14 d'abril, Barcelona: Inauguració del Museu d'Història de la Ciutat.
- 23 de maig, Tortosa: Inauguració oficial del Camp Municipal de Tortosa.[2]
- 20 d'agost, Barcelona: Es funda el restaurant Finisterre (Finisterre, S.A.).
- 15 de desembre, Barcelona: Es reobre el Teatre Romea després de la Guerra Civil espanyola.
- Sant Joan Despí: es funda l'Esbart Dansaire Sant Joan Despí.[3]

Resta del món
- 1 de gener, illes Salomó: hi acaba la batalla de Guadalcanal esdevinguda entre els estatunidencs i els japonesos, amb la victòria dels primers (Segona Guerra Mundial).
- 13 de març, Cracòvia: comença l'evacuació del gueto de Cracòvia.
- 6 d'abril, Nova York: Es publica per primer cop El Petit Príncep.
- 15 de maig- 16 de juny, voltants del riu Sutjeska, Hercegovina: Batalla del Sutjeska o Operació Schwarz. Segona Guerra Mundial, atac de les Potències de l'Eix contra els partisans iugoslaus. La batalla va posar fi a la impossibilitat alemanya d'assolir objectius estratègics.
- 5 de juliol, Inici de la batalla de Kursk.[4]
- 3 de setembre, Cassibile: Giuseppe Castellano, plenipotenciari de Víctor Manuel III d'Itàlia, signa l'Armistici de Cassibile.
- 9 de setembre, costa de Sardenya: La Luftwaffe enfonsa el cuirassat Roma.
- 11 de setembre, Venècia, Itàlia: La RAF enfonsa el luxós transatlàntic italià Conte di Savoia[5]
- 26 de desembre, Mar de Noruega: La Royal Navy enfonsa el Scharnhorst, darrer cuirassat de la Kriegsmarine alemanya.[6]

### Premis Nobel
| Camp                  | Guardonats                           |
| --------------------- | ------------------------------------ |
| Física                | - Otto Stern                         |
| Química               | - George de Hevesy                   |
| Medicina o Fisiologia | - Henrik Dam - Edward Adelbert Doisy |
| Literatura            | No atorgat                           |
| Pau                   | No atorgat                           |

## Naixements
Països Catalans

- 2 de gener - Breda?: Maria Assumpció Codina i Gubianes, compositora, pianista i professora de música.[7]
- 11 de gener - Barcelona: Eduard Mendoza, escriptor català en llengua castellana.
- 16 de gener - Coventry, Anglaterra: Brian Ferneyhough, compositor anglès.[8]
- 19 de gener - Port Arthur, Texas: Janis Joplin, cantant de rock and roll i blues (m. 1970).[9]
- 24 de gener - Barcelona: Juan Erasmo Mochi, cantant.
- 29 de gener Santa Coloma de Farners, Selva: Assumpció Cantalozella i Mas, escriptora de novel·la històrica catalana.[10]
- 30 de gener - Sabadell, Vallès Occidental: Montserrat Busqué i Barceló, pedagoga musical catalana.
- 22 de febrer - Barcelona: Carme Sansa i Albert, actriu catalana.[11]
- 28 de febrer - Palma: Xesc Barceló, guionista i escriptor mallorquí establert a Catalunya (m. 2022).
- 30 de gener - Sabadell: Montserrat Busqué i Barceló, pedagoga musical catalana (m. 2008).
- 3 de març - Barcelona: Ana María Solsona, presentadora de televisió i actriu de doblatge catalana.[12]
- 5 de març - València: Manuel Ángel Conejero, filòleg en llengua anglesa, actor i dramaturg valencià.
- 16 de març - Barcelona: Maruja Torres, periodista i escriptora catalana.[13]
- 2 d'abril - Terrassa, Teresa Jordà i Vitó, pintora aquarel·lista catalana.[14]
- 4 d'abril:
  - Alcoi: Isabel-Clara Simó i Monllor, periodista i escriptora valenciana (m. 2020).[15]
  - Torrelles de Llobregat, Baix Llobregat: Joan Rigol i Roig, polític català, president del Parlament de Catalunya (m. 2024).[16]
  - La Suze-sur-Sarthe: Mercè Durfort i Coll, biòloga catalana (m. 2022).[17]
- 5 d'abril - Rocafort de Vallbona: Lluís Foix, periodista i escriptor.
- 26 d'abril - Santa Maria de Palautordera: Joan Lluís Moraleda i Perxachs, compositor català.[18]
- 5 de maig - Barcelona: Jaume Arnella, músic català.[19]
- 13 de maig - Barcelona: Mercè Vilaret i Llop, realitzadora pionera de televisió a Catalunya (m. 1993).[20]
- 29 de maig - Gandia: Merxe Banyuls, cantant, actriu i presentadora valenciana, que formà part del grup de folk Els Pavesos (m. 2018).[21]
- 21 de juny - Barcelona, Barcelonès: Salomé, cantant catalana.[22]
- 29 de juny - Barcelona: Asunción Aguadé, destacada ballarina i coreògrafa catalana.[23]
- 10 de juliol - Barcelona: Albert Boadella, actor, dramaturg i director català.
- 12 de juliol - Manresa: Montserrat Jou i Parrot, escaladora i alpinista catalana.[24]
- 15 de setembre, Torres de Segre: Montserrat Soliva Torrentó, química catalana (m. 2019).[25]
- 23 de setembre - Barcelona: Montserrat Ros i Ribas, hel·lenista i editora catalana (m. 2018).[26]
- 28 de setembre- Barcelona: Miquel Valls i Maseda, economista i empresari català.
- 16 d'octubre - Sabadell: Josep Maria Plans i Molina, metge i polític català.
- 19 d'octubre - Granollers: Dolors Lamarca i Morell, bibliotecària i filòloga catalana.[27]
- 14 de novembre - Alcúdia de Crespins, la Costera: Antoni Ferrer i Perales, poeta valencià.
- 23 de novembre - Vinaròs: Montserrat Bellés, compositora valenciana.[28]
- 29 de novembre - València: Josep Vicent Marquès i González, escriptor i sociòleg valencià (m. 2008).
- 2 de desembre - Sabadell: Pep Torrents, actor amb una extensa trajectòria com a director i actor de doblatge.
- 2 de desembre - Alzira: Elisa Ramírez Sanz, actriu valenciana.
- 11 de desembre - Palma: Francisca Bennàssar, política mallorquina.[29]
- 12 de desembre - Buffalo, estat de Nova York: Grover Washington, Jr., saxofonista de jazz.
- 27 de desembre - Barcelona: Joan Manuel Serrat, cantautor català.
- Barcelona: Àngels Ribé, artista conceptual catalana, considerada una de les més rellevants de l'art conceptual dels anys 70.[30]
- Barcelona: Mireia Riera Coromina, dissenyadora i interiorista catalana.[31]

Resta del món
- 2 de gener
  - Bodrum, Muğla : Janet Akyüz Mattei, astrònoma turco-americana (m. 2004).[32]
- 6 de gener
  - San Sebastián, Puerto Rico: Oscar López Rivera, polític independentista porto-riqueny que fou empresonat als EUA entre 1981 i 2017.[33]
- 10 de gener
  - Casablanca, Marroc: Carmen Giménez Martín conservadora d'art espanyola, considerada una de les més importants de l'escultura modernista del món.[34]
- 14 de gener
  - Mont-real, Canadà: Ralph Marvin Steinman, immunòleg i biòleg cel·lular canadenc, Premi Nobel de Medicina o Fisiologia 2011 (m. 2011).
  - Xangai, Xina: Shannon Lucid, bioquímica i astronauta nord-americana de la NASA.[35]
- 20 de gener
  - Regne Unit: Dame Jessica Rawson, historiadora de l'art britànica, acadèmica i conservadora de museu especialitzada en art xinès.
- 26 de gener
  - Santiago, Brasil: Luiz Carlos Prates, , periodista i psicologo brasiler.
- 30 de gener
  - Buenos Aires: Marta Minujín, artista plàstica argentina, coneguda per les seves obres avantguardistes.[36]
- 1 de febrer
  - Davlekanovo (Rússia): Liudmila Ulítskaia, escriptora russa. Premi Médicis de literatura estrangera de l'any 1996.[37]
- 19 de febrer
  - Neston, Cheshire, Anglaterra: Tim Hunt, metge nord-americà, Premi Nobel de Medicina o Fisiologia de 2001.
  - Grudziądz: Stefania Toczyska, mezzosoprano polonesa.[38]
- 21 de febrer
  - Jean Guinand, polític suís membre del Partit Liberal de Suïssa.
- 25 de febrer
  - Liverpool, Anglaterra: George Harrison, músic anglès, guitarrista i cantant de The Beatles.
- 27 de febrer
  - Colfax, EUA: Morten Lauridsen, compositor nord-americà d'ascendència danesa.
  - Taixkent, Uzbekistan: Dilorom Saidaminova, compositora i pianista.
- 7 de març
  - Oakland: Carolyn Carlson, coreògrafa de dansa contemporània d'origen finlandès.[39]
  - Madrid: Elisa Serna, cantautora espanyola de la dècada de 1970 (m. 2018).[40]
- 18 de març
  - Tòquio: Nobuko Imai, violinista clàssica japonesa amb una extensa carrera com a solista i música de cambra.[41]
- 22 d'abril
  - Nova York: Louise Glück, poeta estatunidenca, Premi Nobel de Literatura 2020.[42]
- 14 de maig
  - l'Havana: Tania León, directora d'orquestra i compositora cubana.[43]
- 18 de maig
  - Saint-Pierre-sur-Dives, Calvados (França): Jacques-Pierre Amette, escriptor francès, Premi Goncourt 2003.[44]
- 2 de juny
  - Leipzig, Alemanya: Blinky Palermo, pintor abstracte alemany.
- 19 de març
  - Ciutat de Mèxic, Mèxic: Mario J. Molina, químic mexicà, Premi Nobel de Química de l'any 1995.
- 20 de març
  - Ohio: Douglas Tompkins, empresari multimilionari estatunidenc, creador de la marca The North Face.
  - Madrid: Jaime Chávarri, director de cinema, guionista, director artístic i actor espanyol.[45]
- 29 de març
  - St. Helier, Carshalton, Surrey, Anglaterra: John Major, Primer Ministre del Regne Unit (1990-1997).[4]
- 5 d'abril
  - Nàpols, Itàlia: Elena Ferrante, escriptora italiana.
- 8 d'abril
  - Filadèlfia, Pennsilvània, Estats Units: Jack O'Halloran, actor i exboxejador.[46]
- 15 d'abril
  - Nova York, EUA: Robert Lefkowitz, científic estatunidenc, Premi Nobel de Química de l'any 2012.[47]
- 16 d'abril
  - Dijon, França: Jacques Sauvageot, polític francès, un dels tres líders estudiantils durant els fets del maig del 68 (m. 2017)[48]
- 14 de maig
  - Bishopbriggs, Escòcia: Jack Bruce, compositor, cantant i multi-instrumentista escocès.
- 19 de maig
  - Melbourne: Helen Quinn, física teòrica nascuda a Austràlia.[49]
- 22 de maig
  - Belfast, Irlanda del Nord: Betty Williams, pacifista nord-irlandesa, Premi Nobel de la Pau de l'any 1976.[50]
- 6 de juny, Akron
  - Ohio, EUA: Richard Smalley, químic nord-americà, Premi Nobel de Química de 1996 (m. 2005).[51]
- 17 de juny
  -  Harrisburg, Pensilvània (EUA): Newton "Newt" Leroy Gingrich o simplement Newt Gingrich, (nascut com a Newton Leroy McPherson) políticestatunidenc que fou President de la Cambra de Representants dels Estats Units (1995-1999).[4]
- 18 de juny
  - Bolonya, Itàlia: Raffaella Carrà, presentadora de televisió, cantant i actriu italiana.[52]
  - Budapest, Hongria: Éva Marton, soprano hongaresa.[53]
- 23 de juny. New Haven, Connecticut (EUA): Vinton Cerf enginyer estatunidenc, considerat un dels pares d'Internet. Premi Internacional Catalunya de l'any 2018.[54]
- 25 de juny
  - Rio de Janeiro: Olivia Hime, cantant, lletrista, compositora i productora brasilera.[55]
- 28 de juny
  - Środa Wielkopolska, Polònia: Klaus von Klitzing, físic alemany, Premi Nobel de Física de l'any 1985.[56]
  - Chicago (EUA)ː Donald Johanson, arqueòleg, paleontòleg i paleoantropòleg. Fou un dels descobridors de les cèlebres restes de Lucy, un esquelet d'Australopithecus afarensis femella de 3,2 milions d'anys.[57]
- 9 de juliol
  - Sevilla: Soledad Miranda, actriu andalusa que destacà durant la dècada dels seixanta (m. 1970).[58]
- 10 de juliol
  - Richmond, Virgínia (EUA): Arthur Ashe, fou un jugador afroamericà de tennis dels Estats Units (m. 1993).[59]
- 11 juliol
  - Roma, Itàlia: Luciano Onder periodista, presentador televisiu i divulgador científic, italià.
  - Scranton, Pennsilvània (EUA): Howard Gardner, psicòleg americà conegut per la seva teoria de les intel·ligències múltiples.[60]
- 15 de juliol
  - Belfast: Jocelyn Bell, astrofísica nord-irlandesa descobridora dels púlsars.[61]
- 19 de juliol
  - Pasadena, Califòrnia, EUA: Thomas J. Sargent, economista nord-americà, Premi Nobel d'Economia de l'any 2011.[62]
- 26 de juliol
  - Dartford, Kent, Anglaterra: Mick Jagger, músic anglès, cantant de The Rolling Stones.
- 13 d'agost
  - Buenos Aires, Argentina: Estela Kersenbaum, pianista i pedagoga.[63]
- 28 d'agost
  - Sydney, Nova Escòcia, Canadà: Arthur B. McDonald, físic canadenc, Premi Nobel de Física de l'any 2015.
- 3 de setembre
  - Waco (Texas), EUA: Dave Eichelberger, golfista.
- 6 de setembre
  - Derby, Anglaterra: Richard John Roberts, bioquímic i biòleg molecular, Premi Nobel de Medicina o Fisiologia de l'any 1993.
  - Great Bookham, (Surrey, Anglaterra): Roger Waters, músic anglès, baixista, vocalista i compositor del grup Pink Floyd.[64]
- 12 de setembre
  - Colombo, Sri Lanka: Michael Ondaatje, poeta i novel·lista canadenc en llengua anglesa.[65]
- 17 de setembre
  - Perusa, Itàlia: Donatella Moretti, cantant italiana que enregistrà un disc en català, compartit amb tres cantants més.[66]
- 28 de setembre
  - Heerlen: Margriet Ehlen, compositora, directora d'orquestra i pedagoga neerlandesa.[67]
- 29 de setembre
  - Popowo, Polònia: Lech Wałęsa, polític i sindicalista polonès, President de Polònia (1990-1995), Premi Nobel de la Pau de 1983.[68]
- 30 de setembre
  - Estocolm, Suècia: Gösta Winbergh.
  - Zusamaltheim, Baviera (Alemanya): Johann Deisenhofer, bioquímic alemany, Premi Nobel de Química de l'any 1988.[69]
- 2 d'octubre
  - Bruno-René Huchez, productor i guionista francès.
- 8 d'octubre
  - Columbus, Ohio (EUA): R.L. Stine, escriptor estatunidenc.[70]
- 22 d'octubre
  - París: Catherine Deneuve, actriu de cinema francesa.
- 25 d'octubre
  - Utrecht, Països Baixos: Robert Long, cantautor, còmic i presentador de TV neerlandès.
- 3 de novembre
  - Santander: Malén Aznárez Torralvo, periodista espanyola (m. 2017).[71]
- 5 de novembre,
  - Ford Sheridan, Illinois: Sam Shepard, dramaturg, actor, director de cinema i guionista nord-americà (m. 2017).[72]
- 7 de novembre
  - Montclair, Nova Jersey, EUA: Michael Spence, economista nord-americà, Premi Nobel d'Economia de l'any 2001.
  - Fort Mcleod, Alberta (Canadà): Joni Mitchell, cantant i pintora canadenca.[73]
- 8 de novembre
  - Montzen, Bèlgica: Anna Lentsch, pintora, escultora i gravadora.[74]
- 22 de novembre
  - Dakar, Senegal: Safi Faye, directora de cinema i etnòloga senegalesa.[75]
  - Long Beach, Califòrnia, Billie Jean King (de soltera Moffitt) jugadora de tennis estatunidenca.[76]
- 1 de desembre
  - Ålgård, Noruega: Finn E. Kydland, economista noruec, Premi Nobel d'Economia de l'any 2004.
- 8 de desembre
  - La Paz, Bolívia: Armando Loaiza, diplomàtic i ministre d'exteriors (2005-2006) bolivià.
  - Melbourne (Florida), Estats Units: Jim Morrison, vocalista i membre del grup The Doors (m. 1971).[77]
- 18 de desembre
  - Dartford, Kent, Anglaterra: Keith Richards, guitarrista, cantant i compositor anglès de rock. Guitarrista de The Rolling Stones.
- 23 de desembre
  - Youngstown, Ohio, Estats Units: Elizabeth Hartman, actriu de cinema, teatre i televisió estatunidenca (m. 1987).[78]
- 25 de desembre
  - Chorzów, Polònia: Hanna Schygulla, cantant i actriu alemanya.[79]
- Bo Stråth, catedràtic emèrit d'història nòrdica, europea i mundial i director d'investigació al Centre d'Estudis Nòrdics del Departament de Cultures del Món de la Universitat de Hèlsinki.
- Manchester: Jane Dillon, dissenyadora.

## Necrològiques
Països Catalans
- 7 de març - Sant Just Desvern: Daniel Cardona i Civit, polític independentista català (52 anys).
- 13 de març - Crimea, Unió Soviètica: Miquel Boixó, militant comunista que va lluitar a la Guerra Civil espanyola i la Segona Guerra Mundial.
- 16 d'abril - Madrid, Espanya: Carlos Arniches Barreda, comediògraf valencià (76 anys).
- 29 d'abril - Barcelona: Ricard Viñes i Roda, pianista català (n. 1875).
- 24 de maig, Barcelona: Carme Matas i Aurigemma, pianista i pedagoga catalana (n. 1869).[80]
- 10 de juny - La Vall d'Uixó (Plana Baixa)ː Carmen Tur Melchor (n. 1900), cantant d'òpera valenciana.[81]
- 29 de juliol - Nova York (EUA): Maria Gay, Maria de Lourdes Pichot i Gironès, mezzosoprano catalana (n. 1876).[82]
- 13 de setembre - Friburg (Suïssa): Francesc d'Assís Vidal i Barraquer, cardenal català (m. 1868).
- 26 de desembre - Madrid: Vicente Cantos Figuerola, advocat i polític valencià, Ministre de Justícia, 1934-1935) durant la Segona República Espanyola (75 anys).
- 29 de desembre - Barcelona: Carme Karr, escriptora, compositora i feminista catalana (78 anys).[83]

Resta del món
- 4 de gener, Woodland Hills (Los Angeles): Kate Price, actriu irlandesa de vodevil i cinema mut, també guionista (n. 1872).[84]
- 9 de gener: Anathon Aall, acadèmic noruec.
- 13 de gener, Zúric: Sophie Taeuber-Arp, artista tèxtil, dissenyadora, ballarina, professora.[85]
- 16 de gener, París: Jane Avril, ballarina de cancan del Moulin Rouge, i model pictòrica de Toulouse-Lautrec (n. 1868).[86]
- 5 de febrer, Bellefonte, Pennsilvània: Anna Keichline, arquitecta i inventora americana; primera dona registrada com a arquitecta a Pennsilvània i inventora del "K brick" (n. 1889).[87]
- 14 de febrer, Göttingen, Tercer Reich: David Hilbert, matemàtic (80 anys).
- 22 de febrer, Múnic, Tercer Reich: Hans i Sophie Scholl estudiants i resistents, executats pels nazis.
- Març: Arno Nadel, musicòleg, compositor, dramaturg, poeta i pintor jueu.
- 28 de març, Beverly Hills, Califòrnia (EUA): Serguei Rakhmàninov, compositor i pianista rus (n. 1873).[88]
- 7 d'abril, Versalles, França: Alexandre Millerand, advocat, periodista, President de la República Francesa (84 anys).[89]
- 30 d'abril, Liphookː Beatrice Webb, sociòloga i economista anglesa, teòrica de l'estat del benestar (n. 1858).[90]
- 4 de maig, Pollone, Biella (Itàlia): Cesira Ferrani, soprano italiana (n. 1863).[91]
- 14 de maig, Brussel·les, Bèlgica: Henri La Fontaine, advocat belga, Premi Nobel de la Pau de l'any 1913 (n. 1854).[92]
- 20 de maig, Melbourne: Dora Lush, microbiòloga australiana (n. 1910).[93]
- 26 de maig, Varsòvia, Alemanya Nazi: Tosia Altman, activista antifeixista polonesa jueva.
- 30 de maig, Mèxic: Jaume Aiguader i Miró, metge i polític català (n. 1882).[94]
- 21 de juny, camp de Theresienstadt: Elise Richter, romanista austríaca i professora de la Universitat de Viena (n. 1865).[95]
- 26 de juny, Nova York, EUA: Karl Landsteiner, patòleg, Premi Nobel de Medicina o Fisiologia de 1930 (n.1868).[96]
- 28 de juny, Salzburg: Frida Uhl, escriptora i traductora austríaca (n. 1872).[97]
- 30 de juliol, Londres: Benjamin Dale, compositor.
- 21 d'agost, Copenhaguen, Dinamarca: Henrik Pontoppidan, escriptor danès, Premi Nobel de Literatura de l'any 1917 (n. 1857).[98]
- 24 d'agost, Ashford, Anglaterra: Simone Weil, filòsofa francesa.[99]
- 28 d'agost, Sofia (Bulgària): Borís III, segon rei de Bulgària de la dinastia dels Saxònia-Coburg Gotha. (n. 1894).[4]
- 7 d'octubre, Londres: Radclyffe Hall, poeta i novel·lista anglesa (n. 1880).[100]
- 9 d'octubre, Amsterdam, Països Baixos: Pieter Zeeman, físic nerrtlandès, Premi Nobel de Física de 1902 (n. 1865).
- 10 d'octubre, Camp de concentració d'Auschwitz: Charlotte Salomon, pintora alemanya d'origen jueu (n. 1917).[101]
- 11 d'octubre, Chicago: Gerda Holmes, actriu nord-americana d'origen danès de teatre i cinema mut (n. 1891).[102]
- 19 d'octubre, Montdevergues, Vaucluse, França: Camille Claudel, escultora francesa (78 anys).[103]
- 26 d'octubre, Kabul: Aurel Stein, arqueòleg i sinòleg britànic d'origen austrohongarès.
- 26 de novembre: George Augustus Holmes, compositor.
- 6 de desembre, Tegernsee (Alemanya): Oskar Messter, inventor i magnat del cinema alemany en els primers anys del cinema (n. 1866).[45]
- 15 de desembre, Kansas City: Fats Waller, pianista i organista de jazz, cantant i director d'orquestra nord-americà (n. 1904).[104]
- 17 de desembre: Auschwitz, Polònia: Eva Kotchever, escriptora feminista polonesa (n. 1891).